# داروما
داروما (نام علمی: Osyris) نام یک سرده از تیره صندلیان است. انواع این گونه گیاهی عمدتاً همی پاراستیک هستند. این بدان معناست که این گیاه خودرو می باشد و به سیستم های ریشه گیاهان اطراف نزدیک شده و آنها را انگلی می کند.